# Simply Eva
Simply Eva è un album in studio postumo della cantante statunitense Eva Cassidy, pubblicato nel 2011.

## Tracce
1. Songbird
2. Wayfaring Stranger
3. People Get Ready
4. True Colors
5. Who Knows Where the Time Goes
6. Over the Rainbow
7. Kathy's Song
8. San Francisco Bay Blues
9. Wade in the Water
10. Time After Time
11. Autumn Leaves
12. I Know You By Heart (a cappella)